# Angel Baby
«Angel Baby» es una canción de 1960 interpretada por Rosie & The Originals. La canción fue grabada de forma independiente en una grabadora multipistas de dos pistas en 1960 cuando la cantante Rosie Hamlin tenía solo 15 años de edad. Al principio, la banda  no pudo encontrar un sello discográfico dispuesto a distribuir la canción por su sonido poco prolijo, hasta que convencieron a la tienda por departamentos de San Diego para que la pista fuera escuchada en la tienda de discos. La respuesta de los oyentes hizo que la compañía Highland Records firmara con la banda para promocionar la canción como sencillo. La canción alcanzó el puesto #5 en el Hot 100 de Billboard en diciembre de 1960 y se mantuvo en las listas durante doce semanas.
John Lennon grabó una versión de la canción en 1973, y se incluyó en "Lennon box set" y "Ave Menlove". En la presentación, Lennon la describe como una de sus canciones favoritas y dice: "envío mi amor a Rosie, donde quiera que esté." Rosie dijo que la versión de Lennon era su cover favorito de la canción.
Jeanette Jurado también hizo una versión de la canción que apareció en la película de 1995 "Mi Familia".

## Posición en listas
| País           | Lista (1961)      | Mejor posición |
| -------------- | ----------------- | -------------- |
| Estados Unidos | Billboard Hot 100 | 5              |
| Estados Unidos | R&B Singles       | 5              |